# Parafiskalische Abgabe
Die parafiskalische Abgabe ist in der Steuerlehre eine Abgabe, die einem Parafiskus zufließt und von diesem einem bestimmten Verwendungszweck zugeführt werden muss.

## Allgemeines
Parafiskalisch bedeutet „außersteuerlich“, ein Parafiskus muss nach herrschender Meinung der Zahlungsempfänger dieser Abgabe sein. Parafiskalische Abgaben sind Konstellationen, in denen eine bestimmte private oder öffentliche Einrichtung zwangsweise erhobene Beiträge oder Gebühren zu einem vor ihrer Erhebung feststehenden Zweck einzieht. Der EuGH stufte Zuwendungen dann als verbotene Beihilfen ein, wenn sie aus parafiskalischen Abgaben finanziert wurden, die einem Parafiskus zugeflossen waren.

## Inhalt
Die deutsche Rechtsordnung kennt als klassische Abgabenarten Steuern, Gebühren und Beiträge. Daneben hat das Bundesverfassungsgericht (BVerfG) unter bestimmten Voraussetzungen auch parafiskalische (außersteuerliche) Sonderabgaben für mit dem Grundgesetz vereinbar erklärt. Diese müssen allerdings eine seltene Ausnahme bleiben. Die Finanzverfassung geht grundsätzlich davon aus, dass Gemeinlasten aus Steuern finanziert werden. Parafiskalische Sonderabgaben treten zwangsläufig in Konkurrenz zur Steuer, weil sie einerseits wie diese voraussetzungslos sind, also ohne Rücksicht auf eine korrespondierende Gegenleistung der öffentlichen Hand auferlegt werden, andererseits aber Angehörige einer bestimmten Gruppe – in Abkehr vom Grundsatz der Steuergleichheit – besonders belasten.
Parafiskalische Abgaben sind zwischen den EU-Mitgliedstaaten verboten, denn sie fallen neben Einfuhrzöllen und Ausfuhrzöllen zu den „Abgaben gleicher Wirkung“ nach Art. 30 AEUV. Parafiskalische Abgaben werden vom EuGH dann als Beihilfen eingestuft, wenn „nach der einschlägigen nationalen Regelung zwischen ihr (der Abgabe; d. Verf.) und der Beihilfe ein zwingender Verwendungszusammenhang in dem Sinne besteht, dass das Aufkommen aus der parafiskalischen Abgabe notwendig für die Finanzierung der Beihilfe verwendet wird“.

## Beispiele
Parafiskalische Abgaben sind Zwangsabgaben für eine bestimmte homogene Gruppe von Wirtschaftssubjekten, die von vorneherein zweckgebunden zur Finanzierung einer bestimmten Maßnahme ohne direkte Verbindung zum Staatshaushalt verwendet werden.
Nicht mehr erhobene Abgaben
Der Absatzfonds war eine Anstalt des öffentlichen Rechts und erhob Beiträge von landwirtschaftlichen, forstwirtschaftlichen Betrieben und Unternehmen der Ernährungswirtschaft, die für die Exportförderung von Agrarprodukten eingesetzt wurden. Die Beiträge unterlagen dem EuGH zufolge dem Beihilfeverbot.
Die bis Juni 2022 erhobene EEG-Umlage war eine parafiskalische Abgabe, denn sie stellte die alleinige Finanzierungsquelle für die Förderung Erneuerbarer Energien dar. Der EuGH hatte diese Umlage nicht als Beihilfe eingestuft.
Bestehende Abgaben
Die Filmförderungsanstalt ist eine Anstalt des öffentlichen Rechts – damit ein Parafiskus im weiteren Sinne – und darf nach § 146 Abs. 1 FFG eine Filmabgabe von Kinos und Videoprogrammanbietern erheben. Die Filmabgabe ist zulässig, soweit sie importierte Kinofilme nicht belastet und nationale Filmproduktionen beim Export nicht geringer belastet werden.
Die im Zuge der Finanzkrise ab 2007 eingeführte Bankenabgabe in Deutschland ist aufgrund der Rechtsprechung des EuGH zu anderen Einzelfällen als parafiskalische Abgabe einzustufen.

## International
In Österreich geht der Verwaltungsgerichtshof (VGH) aufgrund der Rechtsprechung des EuGH davon aus, dass der Ertrag einer parafiskalischen Abgabe, wie der an die Agrarmarkt Austria zu entrichtende Agrarmarketingbeitrag, je nach seiner Verwendung eine staatliche Beihilfe darstellen könne. In der Schweiz werden parafiskalische Abgaben von Gemeinden und Kantonen erhoben.
In Frankreich wurden ab 1959 die Voraussetzungen per Gesetz (französisch loi organique) zur Erhebung parafiskalischer Abgaben (französisch taxes parafiscales) geregelt. Soweit sie gegen EU-Recht verstoßen haben, wurden sie vom EuGH als verbotene Beihilfen eingestuft.